# Afrovivella semiensis
Afrovivella semiensis ist die einzige Pflanzenart der monotypischen Gattung Afrovivella in der Familie der Dickblattgewächse (Crassulaceae). Der botanische Name der Gattung leitet sich vom lateinischen Wort „africa“ für den Kontinent Afrika und dem Namen der Gattung Sempervivella ab. Er verweist auf das Verbreitungsgebiet der Gattung in Afrika und die ähnliche rosettenbildende Gattung Sempervivella (die heute zur Gattung Sedum gehört).

## Beschreibung
Afrovivella semiensis ist eine ausdauernde krautige Pflanze, die stammlose Rosetten mit schlanken Pfahlwurzeln bildet. Die mehr oder weniger flachen Rosetten erreichen Durchmesser von 1,5 bis 4 Zentimeter. Die Pflanzen sind sprossend und bilden durch bis zu 8 Zentimeter lange, dunkelbraune und brüchige Ausläufer dichte Polster. Die spateligen, hellgrünen, kahlen oder drüsig-haarigen Laubblätter stehen locker zusammen und sind 1 bis 2 Zentimeter lang. Sie besitzen eine mehr oder weniger dreieckige Spitze und enden in einem kurzen oder langen aufgesetzten Spitzchen. An den Blatträndern befinden sich lange, weißliche, steife oder biegsame Wimpern.
Der seitliche Blütenstand besteht aus reduzierten Thyrsen, die 1 bis 5 Zentimeter lang sind und aus ein bis fünf Blüten bestehen. Die 1,2 bis 1,8 Zentimeter langen, glockenförmige Einzelblüten sind fünf- bis siebenzählig und auf der Außenseite drüsig. Ihre weißen, außen rötlich überhauchten Kronblätter sind auf einem Drittel ihrer Länge miteinander verwachsen und besitzen ein aufgesetztes Spitzchen. Die Nektarschüppchen sind länglich und nadelförmig, die Fruchtblätter schlank.

## Systematik und Verbreitung
Afrovivella semiensis ist in Äthiopien in den Simien Mountains verbreitet und wächst dort in Höhenlagen von 3500 bis 3700 Metern. Die einzige Art der Gattung wurde unter dem Namen Umbilicus semiensis J.Gay ex A.Rich. in Tentamen Florae Abyssinicae seu Enumeratio Plantarum hucusque in plerisque Abyssiniae, vol. 1, S. 308 (1848) erstbeschrieben. Alwin Berger stellte für die Art die neue Gattung Afrovivella auf. Synonyme der Art sind Rosularia semiensis (J.Gay ex A.Rich.) H.Ohba und Umbilicus semiensis J.Gay ex A.Rich.

## Nachweise